# Научне
Нау́чне (каз. Научный) — село у складі Карабалицького району Костанайської області Казахстану. Входить до складу Білоглинського сільського округу.
Населення — 594 особи (2021; 629 у 2009, 925 у 1999, 1001 у 1989).
У радянські часи село називалось Научний.